# Tom de Crimea
Tom de Crimea (también conocido simplemente como Tom o Tom de Sevastopol) fue un gato conocido por su vínculo con el Ejército Británico durante la Guerra de Crimea. Encontrado por el teniente William Gair en Sebastopol tras un año de asedio, se dice que guio a las fuerzas británicas hasta valiosos alijos de suministros ocultos que ayudaron a mitigar el hambre entre las tropas. Gair trajo a Tom de vuelta a Inglaterra después de la guerra, pero el gato murió poco después. Fue disecado y donado al Royal United Services Institute. Un gato disecado, comprado en un mercadillo en la década de 1950, forma parte de la colección del Museo Nacional del Ejército donde se le describe como Tom, pero no hay pruebas de que sea el mismo animal.

## Vida
Durante la guerra de Crimea, las fuerzas británicas y francesas capturaron Sebastopol a los rusos el 9 de septiembre de 1855, tras un largo asedio de casi un año. El teniente William Gair, del 6.º Regimiento de Dragones de la Guardia, destacado en el Departamento de Trenes de Campaña como comisario adjunto, dirigió patrullas para registrar los sótanos de los edificios en busca de suministros.  Gair notó un gato, cubierto de polvo y mugre, sentado sobre un montón de basura entre dos personas heridas. El gato, imperturbable ante el alboroto circundante, se dejó coger en brazos de Gair. El felino, que se estima que tenía 8 años cuando fue encontrado, había sobrevivido dentro de la ciudad durante el largo asedio.
Gair llevó al gato a sus aposentos, donde vivía y comía con un grupo de oficiales británicos que inicialmente lo llamaron Tom y más tarde Tom de Crimea o Tom de Sebastopol.  Los ejércitos de ocupación luchaban por encontrar suministros, especialmente alimentos, en una ciudad muy necesitada por el asedio que duraba un año. Los oficiales notaron lo gordo y bien alimentado que estaba Tom y se dieron cuenta de que debía de estar alimentándose de una buena cantidad de ratones cercanos. Sabiendo que los ratones podrían estar alimentándose de provisiones rusas ocultas, siguieron a Tom hasta una zona aislada por los escombros. Allí encontraron un almacén con provisiones de comida que ayudaron a alimentar a los hambrientos soldados británicos y franceses. Más tarde, Tom condujo a los oficiales a varios depósitos más pequeños de provisiones cerca de los muelles de la ciudad.
Después del final de la guerra, Gair trajo a Tom con él a Inglaterra para tenerlo como mascota, pero el gato murió poco después el 31 de diciembre de 1856.

## Legado

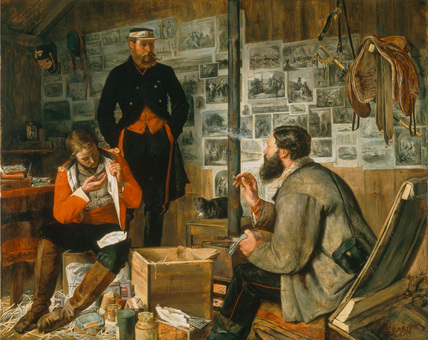
Pintura al óleo «Welcome Arrival» (1895) de John Dabiac Luard

Gair mandó disecar a Tom y lo presentó a la Royal United Services Institution. En la década de 1950 la escritora Faith Compton Mackenzie compró un gato disecado en el mercado de Portobello Road, al que identificó como Tom de Crimea, pero no hay pruebas de que sea el mismo gato. Fue donado al Museo del Ejército Nacional en 1958 y se exhibe allí; aunque, el museo no ha podido confirmar si se trata realmente de Tom de Crimea.
Tom ha sido identificado popularmente como el gato dormido sobre una mesa junto a una estufa de leña en el óleo «Una bienvenida llegada» (1855) de John Dalbiac Luard, una obra de 1857 que representa a unos oficiales británicos abriendo paquetes enviados desde casa. Se ha sugerido que Gair es la figura con casaca roja a la izquierda de la obra. Sin embargo, el Museo Nacional del Ejército afirma que «no hay pruebas que respalden estas afirmaciones».